# Bibliographie thématique sur l'histoire de Lyon

Estampe du XVIIe siècle. La puissante et importante ville de Lion, archevesché et métropolitaine des Gaulles, BNF.

Cet article présente une bibliographie thématique sur l'histoire de Lyon. Ce classement permet de retrouver tous les ouvrages traitant d'un même domaine, quelle que soit la période historique considérée. Une bibliographie chronologique, rassemblant tous les ouvrages et articles sur une période donnée, est également disponible.

## Histoire des religions et spiritualités

### Histoire des mentalités
- Guy Avanzini, Éducation et pédagogie à Lyon : De l'antiquité à nos jours, Lyon, Centre lyonnais d'études et de recherches en sciences de l'éducation, 1993, 400 p.[Recension 1]
- Louis Trénard, Histoire sociale des idées : Lyon de l'Encyclopédie au Préromantisme, Paris, Presses universitaires de France, coll. « Cahiers d'histoire » (no 3), 1958, 823 p. (BNF 31492887)[Recension 2],[Recension 3]

### Christianisme — Catholicisme
- Les martyrs de Lyon (177) : colloque international du Centre national de la recherche scientifique, Lyon, 20-23 septembre 1977, Paris, Éditions du CNRS, coll. « Colloques internationaux du Centre national de la recherche scientifique » (no 575), 1978, 328 p. (ISBN 978-2-222-02223-7, BNF 34607650)[Recension 4],[Recension 5]
- Robert Amiet, Les manuscrits liturgiques du diocèse de Lyon : description et analyse, Paris, CNRS éd, coll. « Documents, études et répertoires », 1998, 240 p. (ISBN 978-2-271-05568-2, OCLC 406208243, BNF 37028074)[Recension 6],[Recension 7]
- Bernadette Angleraud (dir.), Valérie Aubourg (dir.) et Olivier Chatelan (dir.), 50 ans de catholicisme à Lyon : de Vatican II à nos jours, 1965-2015, Paris, Karthala, 2016, 262 p., Textes issus du colloque tenu à l'Université catholique de Lyon, les 24 et 25 avril 2014, organisé conjointement avec le Laboratoire de recherche historique Rhône-Alpes et l'Antenne sociale de Lyon. (ISBN 978-2-8111-1581-4)
- Christine Becker (dir.), Victor Lassalle, Jean-François Reynaud et Michel Rubellin, L'abbaye d'Ainay : légendes et histoire, Lyon, Musée Historique de Lyon, coll. « Catalogue de l'exposition 1997-1998 », octobre 1997, 120 p. (ISBN 978-2-901307-11-2, OCLC 49365465)
- Bernard Berthod, Jacqueline Boucher, Bruno Galland, Régis Ladous et André Pelletier, Archevêques de Lyon, Lyon, Éditions lyonnaises d'art et d'histoire, 2012, 191 p. (ISBN 978-2-84147-228-4, BNF 43719523)
- Bernard Berthod et Régis Ladous, Cardinal Gerlier : 1880-1965, Lyon, Lugd, coll. « Hommes et régions », 1995, 96 p. (ISBN 2-910979-20-2, BNF 35851950)
- Bernard Berthod et Jean Comby, Histoire de l'Église de Lyon, Châtillon-sur-Chalaronne, Éditions La Taillanderie, coll. « Encyclopédie des arts, sports, techniques et traditions à Lyon et en Lyonnais », 8 décembre 2006, 224 p. (ISBN 978-2-87629-312-0)
- Jean Beyssac, Les chanoines de l'Église de Lyon, Lyon, P. Grange & Cie, 2000 (réimpr. 2000) (1re éd. 1914), 332 p. (ISBN 978-2-912556-60-8 et 2-912556-60-0, BNF 34104693)
- Denys Buenner et Louis-Joseph Maurin, L'ancienne liturgie romaine : le rite lyonnais, Lyon, E. Vitte (1re éd. 1934), 344 p. (OCLC 458962798)[Recension 8],[Recension 9],[Recension 10]
- Olivier Christin, « La coexistence confessionnelle, 1563-1567 », Bulletin de la Société d'histoire du protestantisme français, no 141,‎ 1995, p. 483-504
- Jean Comby, L'évangile au confluent : dix-huit siècles de christianisme à Lyon, Lyon, Chalet, 1977, 221 p. (ISBN 2-7023-0293-9)
- Philippe Dufieux, Le mythe de la primatie des Gaules : Pierre Bossan (1814-1888) et l'architecture religieuse en Lyonnais au dix-neuvième siècle, Lyon, Presses universitaires de Lyon, 2004, 311 p. (ISBN 978-2-7297-0726-2, présentation en ligne)[Recension 11]
- Gervais Dumeige, S. J. (dir.), Hans Wolter, S. J. et Henri Holstein, S. J., Histoire des conciles œcuméniques : Lyon I et Lyon II, t. 7, Paris, Éditions de l'Orante, 1966, 320 p. (BNF 33042737)[Recension 12]
- Jean-Dominique Durand (dir.), Bernard Comte, Bernard Delpal, Régis Ladous, Claude Prudhomme et Albert Decourtray, Cent ans de catholicisme social à Lyon et en Rhône-Alpes : la postérité de Rerum Novarum, Ivry-sur-Seine, Éditions ouvrières, coll. « Églises, sociétés », 3 juillet 1992, 566 p. (ISBN 978-2-7082-2954-9)[Recension 13].
- Jean-Dominique Durand (dir.), Bernard Berthod (dir.), Véronique Molard-Parizot (dir.) et Nicolas Reveyron (dir.), Fourvière, la grâce d'une basilique, Strasbourg, La Nuée bleue, octobre 2014, 406 p. (ISBN 978-2-8099-1248-7)[Recension 14]
- Yannick Essertel, Les jésuites à Lyon : 1815 - 1962, de Pauline Jaricot à Jules Monchanin, Lyon, Éditions du Cerf, septembre 2001, 432 p. (ISBN 978-2-204-06454-5, OCLC 421935789, présentation en ligne)
- Étienne Fouilloux (dir.) et Bernard Hours (dir.), Les jésuites à Lyon : seizième - vingtième siècles, Lyon, Éditions de l'École normale supérieure de Lyon, coll. « Sociétés, espaces, temps », 28 octobre 2005, 274 p. (ISBN 978-2-84788-075-5, présentation en ligne)[Recension 15],[Recension 16]
- Michel Francou, Armorial historique des archevêques de Lyon, René Georges, 2002, 177 p. (ISBN 978-2-912556-64-6)
- Jacques Gadille, René Fédou, Henri Hours et Bernard de Vregille, Histoire des diocèses de France, Lyon, Paris, Éditions Beauchesne, coll. « Histoire des diocèses France » (no 16), avril 1997, 352 p. (ISBN 978-2-7010-0198-2)[Recension 17]
- Isabelle de Gaulmyn, Histoire d'un silence, Seuil, 2016, 197 p. (ISBN 978-2-02-133625-2)
- (en) Philip T. Hoffmann, Church and community in the diocese of Lyon, 1500-1789, New Haven, Yale university press, coll. « Miscellany » (no 132), 1984, 239 p. (BNF 34810010)[Recension 18],[Recension 19],[Recension 20]
- Jean-Donatien Levesque, Les frères prêcheurs de Lyon : Notre-Dame-de-Confort, 1218-1789, Lyon, Lyon, Ordre des Prêcheurs, 1978, 397 p. (ISBN 978-2-7010-0198-2, OCLC 831343258)
- Jean-Baptiste Martin, J. Armand-Caillat, Lucien Bégule, J. Beyssac, Dr J. Birot, Auguste Bleton, J.-B. Cox, F. Desvernay, P. Dissard, F. Benoit d’Entrevaux, Msg Forest, J. Galle, J.-B. Giraud, A. Grand, R. Le Nail, S.-M. Perrin, Antoine Poidebard et Jean-Baptiste Vannel (préf. Pierre Dadolle, Jean-Baptiste Vannel), Histoire des églises et chapelles de Lyon, t. 2, Lyon, H. Lardanchet, 1908-1909, 497 p. (lire en ligne)[Recension 21]
- Xavier de Montclos (dir.), Jean-Marie Mayeur et Yves-Marie Hilaire, Dictionnaire du monde religieux dans la France contemporaine, t. 6 : Lyon — Le Lyonnais — Le Beaujolais, Lyon, Éditions Beauchesne, 1994, 543 p. (ISBN 978-2-7010-1305-3)[Recension 22]
- Haude Morvan, « Les sépultures dans la propagande des frères prêcheurs et mineurs : quatre sépultures de cardinaux à Lyon au treizième siècle », Mélanges de l’École française de Rome - Moyen Âge, École française de Rome, nos 126-1,‎ 3 avril 2014 (ISBN 978-2-7283-1090-6, ISSN 1123-9883, lire en ligne)
- Joseph Picot, Les jésuites à Lyon de 1604 à 1762 : le collège de la très saincte Trinité', Lyon, Éditions aux Arts, 1995, 251 p. (ISBN 978-2-84010-009-6, OCLC 37040188)
- Christian Ponson, Les catholiques lyonnais et la “Chronique sociale” : 1892-1914, Lyon, Presses universitaires de Lyon, septembre 1998, 379 p. (ISBN 978-2-7297-0042-3)[Recension 23]
- Nicolas Reveyron (dir.), Jean-Dominique Durand (dir.), Didier Repellin (dir.) et Michel Cacaud (dir.), Lyon la grâce d'une cathédrale, Strasbourg, La Nuée bleue, septembre 2011, 512 p. (ISBN 978-2-7165-0789-9)[Recension 24],[Recension 25]
- Jean-François Reynaud et François Richard (dir.), L'abbaye d'Ainay : des origines au douzième siècle, Lyon, Presses universitaires de Lyon, 2008, 302 p. (ISBN 978-2-7297-0806-1, BNF 42414418)
- Jean-François Reynaud et Pierre Aubert (Photographies), L'âme romane de Lyon : Basilique Saint-Martin d'Ainay, Lyon, groupe esprit public, 1997, 95 p. (ISBN 2-9510078-2-5, BNF 36992799)
- François Richard et André Pelletier, Lyon et les origines du christianisme en occident, Lyon, Éditions Lyonnaises d'Art et d'Histoire, 2011, 125 p. (ISBN 978-2-84147-227-7)
- Michel Rubellin, Église et société chrétienne d'Agobard à Valdès, Lyon, PUL, coll. « Collection d'histoire et d'archéologie médiévales » (no 10), 2003, 553 p. (ISBN 2-7297-0712-3, BNF 39073998, présentation en ligne)[Recension 26],[Recension 27]
- Éric Thiou, Les nobles chanoines du chapitre d'Ainay (1685-1789) : historique et preuves de noblesse, Versailles, Mémoire et documents, janvier 2005, 220 p. (ISBN 978-2-914611-36-7, OCLC 265667172)
- Stéphane Van Damme, Le temple de la sagesse : Savoirs, écriture et sociabilité urbaine (Lyon, dix-septième - dix-huitième siècles), Paris, Éditions de l'EHESS, coll. « Civilisations et Société » (no 119), janvier 2005, 514 p. (ISBN 978-2-7132-2021-0)[Recension 28]
- Simone Wyss, Le cloître de Saint-Just à travers les âges : de la nécropole gallo-romaine aux tours des Minimes, Lyon, Association culturelle des sanctuaires de Saint-Irénée et Saint-Just, 2002, 114 p. (OCLC 162392937, ASIN B000WGZ7ZU)

#### Protestantisme
- Alain Briand-Barralon, « La communauté luthérienne de Lyon au dix-huitième siècle », Chrétiens et sociétés seizième - vingt-et-unième siècle, no 16,‎ 2009, p. 17-54 (ISSN 1257-127X)
- Roland Gennerat, Histoire des protestants à Lyon : des origines à nos jours, Mions, Au jet d'ancre, janvier 1994, 277 p. (ISBN 2-910406-01-6)
- Yves Krumenacker, « L'édit de tolérance (1787) à Lyon », Bulletin de la société de l'histoire du protestantisme français, Librairie Droz, vol. 141,‎ janvier 1995, p. 87-95 (ISSN 0037-9050)
- Yves Krumenacker, Des protestants au siècle des Lumières : le modèle lyonnais, Paris, Éditions Honoré Champion, coll. « Vie des huguenots » (no 21), janvier 2002, 358 p. (ISBN 978-2-7453-0533-6, OCLC 875628728)
- Yves Krumenacker, « Les protestants à Lyon au dix-huitième siècle », Bulletin de la Société historique, archéologique et littéraire de Lyon, vol. 31,‎ 2003, p. 85-101 (ISSN 1244-6653)
- Yves Krumenacker, « L'histoire du protestantisme dans les mémoires d'étudiants à Lyon », Chrétiens et sociétés seizième - vingt-et-unième siècle, no 16,‎ 2009, p. 97-125 (ISSN 1257-127X)
- Odile Martin, La conversion protestante à Lyon : 1659-1687, Genève, Librairie Droz, coll. « Hautes Études médiévales et modernes » (no 57), janvier 1986, 310 p. (ISBN 978-2-600-03401-2, présentation en ligne)[Recension 29]

### Judaïsme
- Bernhard Blumenkranz, « Les premières implantations de Juifs en France, du premier siècle au début du cinquième siècle », Comptes rendus des séances de l'Académie des Inscriptions et Belles-Lettres, vol. 113, no 1,‎ 1969, p. 162-174 (ISSN 0065-0536, lire en ligne, consulté le 14 novembre 2014)
- Adrien Bressolles, « La question juive au temps de Louis le Pieux », Revue d'histoire de l'Église de France, vol. 28, no 113,‎ 1942, p. 51-64 (ISSN 0398-4214, lire en ligne, consulté le 14 novembre 2014)
- François Delpech, Sur les Juifs : études d'histoire contemporaine, Lyon, Presses universitaires de Lyon, 1983, 452 p. (ISBN 2-7297-0201-6, lire en ligne)[Recension 30],[Recension 31]
- Laurent Douzou (dir.), Bénédicte Gavand, Anne-Claire Janier-Malnoury et Jean-Marie Chanon, Voler les Juifs : Lyon, 1940-1945, Paris, Hachette Littératures, 2003, 340 p. (ISBN 2-01-235613-3)

### Franc-maçonnerie
- Michel Chomarat (dir.), Franc-maçonnerie lyonnaise, les fondements du dix-huitième siècle : journée d'études organisée par le musée Gadagne, Lyon, Musées Gadagne, 2004, 119 p. (ISBN 2-901307-27-2)
- André Combes (dir.), Histoire de la franc-maçonnerie à Lyon et sa région, Lyon, Éditions des Traboules, juin 2005, 119 p. (ISBN 978-2-911491-79-5)
- Alice Joly, Un mystique lyonnais et les secrets de la franc-maçonnerie : Jean-Baptiste Willermoz 1730-1824, Paris, Éditions Télètes, coll. « Vie des huguenots » (no 21), 1938, 332 p. (ISBN 978-2-906031-02-9)[Recension 32],[Recension 33].

### Spiritisme
- Mickaël Ponsardin, Le spiritisme à Lyon : 1857-1937, Éditions Philman, 2004, 117 p. (ISBN 978-2-913720-51-0, BNF 39292304, présentation en ligne)

### Ésotérisme
- Jean-Patrice Boudet, Le recueil des plus célèbres astrologues de Simon de Phares, t. 2 : Présentation et commentaire, Lyon, Éditions Honoré Champion, coll. « Histoire France », 1999, 494 p. (ISBN 978-2-35407-119-6, présentation en ligne)[Recension 34]
- (en) Brian P. Copenhaver (en), Symphorien Champier and the reception of the occultist tradition in Renaissance France : Études et documents, Lyon, Mouton de Gruyter, décembre 1978, 368 p. (ISBN 978-90-279-7647-5)[Recension 35],[Recension 36].

## Topographie, architecture, monuments
- François-Régis Cottin : L'architecte-historien, Lyon, Société d'histoire de Lyon - imp. Chirat, 2013
- Catherine Arlaud (dir.) et Dominique Bertin (dir.), « De la rue Impériale à la rue de la République : archéologie, création et rénovation urbaines », Les dossiers des Archives municipales, Archives municipales de Lyon, vol. 2,‎ 1991, p. 1-85 (ISBN 2-908949-02-4, ISSN 1159-3644)
- Catherine Arlaud, Joëlle Burnouf et Jean-Paul Bravard, Lyon Saint-Jean : les fouilles de l'îlot Tramassac, Lyon, Association de liaison pour le patrimoine et l'archéologie en Rhône-Alpes et en Auvergne, coll. « Documents d'archéologie en Rhône-Alpes et en Auvergne / Série lyonnaise, 4 » (no 10), 1994, 151 p. (ISBN 2-906190-14-4, BNF 36681886)
- Catherine Arlaud (dir.), J.-M. Pujol, S. Savay-Guerraz et A. Vérot-Bourrély, Lyon, les dessous de la presqu'île : Bourse-République-Célestins-Terreaux : sites Lyon parc auto, Lyon, Ministère de la culture et de la communication, Direction régionale des affaires culturelles, Service régional de l'archéologie, coll. « Documents d'archéologie en Rhône-Alpes. 20 / Série lyonnaise. 8 », 2000, 191 p. (ISBN 2-906190-24-1, BNF 37202411)
- Amable Audin, « Essai sur la topographie de Lugdunum », Revue de géographie de Lyon, Lyon,‎ 1956, p. 174 (ISSN 1960-601X, BNF 34349076, résumé)[Recension 37],[Recension 38]
- Jacques Beaufort, Vingt siècles d'architecture à Lyon (et dans le Grand Lyon) : des aqueducs romains au quartier de la Confluence, Saint-Julien-Molin-Molette, Jean-Pierre Huguet Éditeur, 2009, 224 p. (ISBN 978-2-915412-96-3, BNF 42165620)
- Brigitte Beaujard (dir.), Topographie chrétienne des cités de la Gaule, t. 4 : Province ecclésiastique de Lyon ; des origines au milieu du huitième siècle, Paris, De Boccard, 1985, 80 p. (ISBN 978-2-7018-0030-1, OCLC 769295104)[Recension 39]
- Christine Becker, Isabelle Parron-Kontis et Sophie Savay-Guerraz, Le Musée Gadagne : archéologie et histoire au cœur d'un projet patrimonial à Lyon, Lyon, Association de liaison pour le patrimoine et l'archéologie en Rhône-Alpes et en Auvergne, coll. « Documents d'archéologie en Rhône-Alpes et en Auvergne / Série lyonnaise, 10 » (no 29), 2006, 238 p. (ISBN 2-916125-00-0, BNF 40959721)
- Dominique Bertin et Nathalie Mathian, Lyon : silhouettes d'une ville recomposée : architecture et urbanisme, 1789-1914, Lyon, Éditions Lyonnaises d'Art et d'Histoire, 15 décembre 2008, 360 p. (ISBN 978-2-84147-199-7, OCLC 316301567)
- Jack Bost, Gérard Bruyère, François-Régis Cottin, Bernard Deloche, Jean Guillemain, Guy Parguez et Nathalie Mathian, Le Palais Saint-Jean : Urbanisme – Architecture – Ameublement — Collections, Lyon, Archives municipales de Lyon, 1992, 325 p. (ISBN 978-2-908949-04-9, OCLC 409724454)
- Jean Burdy, Les aqueducs romains de Lyon, Lyon, L'Araire, 2008, 136 p. (ISBN 978-2-7297-0683-8, présentation en ligne)
- Joëlle Burnouf, Jean-Olivier Guilhot, Marie-Odile Mandy et Christian Orcel, Le Pont de la Guillotière : Franchir le Rhône à Lyon, Lyon, Circonscription des antiquités historiques, coll. « Documents d'archéologie en Rhône-Alpes », 1991, 196 p. (ISBN 2-906190-09-8, BNF 36652237)[Recension 40]
- Collectif, L'Hôtel de ville de Lyon, Paris, Imprimerie nationale, juillet 1998, 158 p. (ISBN 978-2-7433-0294-8)
- François Dallemagne, Les défenses de Lyon : enceintes et fortifications, Lyon, Éditions Lyonnaises d'Art et d'Histoire, 2010, 2e éd. (1re éd. 2006), 255 p. (ISBN 978-2-84147-177-5 et 2-84147-177-2, BNF 42258190)
- Pierre Faure-Brac, Le Vieux Lyon : Histoire & Architecture, Lyon, Éditions lyonnaises d'art et d'histoire, jui 2014, 192 p. (ISBN 978-2-84147-319-9)[Recension 41],[Recension 42]
- Éric Fuster, Recueil du Lyon souterrain : Tome 1, mémoire d'une ville, Lyon, Walid Nazim Chalabi, avril 2006, 100 p. (ISBN 978-2-9526199-0-5)
- Gilbert Gardes, Lyon, l'art et la ville, vol. 1 : Urbanisme-architecture, Paris, Éd. du Centre national de la recherche scientifique, 1988, 188 p. (ISBN 2-222-03797-2, BNF 36628401)
- Bernard Gauthiez, « La topographie de Lyon au Moyen Âge », Archéologie du Midi médiéval, t. 12,‎ 1994, p. 3-38 (ISSN 0758-7708, lire en ligne, consulté le 3 novembre 2014)
- Bernard Gauthiez, Lyon, entre Bellecour et Terreaux : urbanisme et architecture au dix-neuvième siècle, Lyon, Éditions Lyonnaises d'Art et d'Histoire, 1999, 132 p. (ISBN 978-2-84147-067-9)[Recension 43]
- Camille Germain de Montauzan, Les aqueducs romains de Lyon : Étude comparée d'archéologie romaine. Thèse de doctorat, Paris, Ernest Leroux Éditeur, 1908, 496 p. (ASIN B001C94UG8, lire en ligne)
- Gilbert Gardes, « L'architecture publique à Lyon », dans André Pelletier, Grande encyclopédie de Lyon et des communes du Rhône, t. 2, Roanne, Horvath, 1988, 599 p. (ISBN 978-2717101058, OCLC 716186362)
- Gilbert Gardes, « Le décor monumental urbain à Lyon », dans André Pelletier, Grande encyclopédie de Lyon et des communes du Rhône, t. 2, Roanne, Horvath, 1988, 599 p. (ISBN 978-2717101058, OCLC 716186362)
- Marie-Félicie Perez et Daniel Ternois, Institut d'histoire de l'art de Lyon, L’œuvre de Soufflot à Lyon : Études et documents, Lyon, Presses universitaires de Lyon (no 21), 1982, 431 p. (ISBN 978-2-7297-0134-5)[Recension 44]
- Louis Jacquemin, Histoire des églises de Lyon, Lyon, Élie Bellier Editeur, 1983, 323 p. (ISBN 978-2-904547-03-4, OCLC 11728037)
- (it + fr) René Jullian, « Sur les maisons lyonnaises de la Renaissance », dans Antonio Possenti, Giulia Mastrangelo, Il Rinascimento a Lione : atti del congresso internazionale, vol. I, Rome, Éditions de l'Ateneo, coll. « Atti di convegni » (no 6), 1988, 1047 p. (OCLC 24229343, BNF 36638155), p. 333-346
- Christian Legrand, Krzystof Pawlowski et Bruno Voisin, Le logement populaire et social en lyonnais : 1848-2000, Lyon, Éditions Aux Arts, janvier 2002, 486 p. (ISBN 978-2840100447)
- Yann Lignereux, « Franchir la Saône à Lyon au milieu du XVIIe siècle », Revue historique, Presses Universitaires de France, vol. 652, no 4,‎ 1er décembre 2009, p. 805-829 (ISBN 9782130573135, ISSN 0035-3264, résumé, lire en ligne)
- René Mornex, L'Antiquaille de Lyon : histoire d'un hôpital, Lyon, Lieux Dits, coll. « Patrimoine(S) », mai 2004, 174 p. (ISBN 978-2-914528-06-1)[Recension 45]
- Régis Neyret, « Du monument isolé au "tout patrimoine" », Géocarrefour, Association des amis de la Revue de Géographie de Lyon, no vol. 79/3,‎ 1er juillet 2004, p. 231-237 (ISSN 1627-4873, lire en ligne)
- Corinne Pelletier, Châteaux et maisons bourgeoises dans le Rhône, Roanne, Horvath, 1980, 238 p. (ISBN 978-2-7171-0154-6, OCLC 641889705, ASIN B00AAJRSB0)
- Jean Pelletier, Ponts et quais de Lyon, Lyon, Éditions Lyonnaises d'Art et d'Histoire, 15 octobre 2002, 128 p. (ISBN 978-2-84147-115-7)
- Séverine Penlou, Rôles et fonctions de la sculpture religieuse à Lyon de 1850 à 1914 : catalogue des sculpteurs (Thèse de doctorat), Lyon, Université Lumière Lyon-II, juin 2008, 2921 p. (lire en ligne)[1]
- Joseph Pointet, Historique des propriétés et maisons de la Croix-Rousse : du seizième siècle à la Révolution, Lyon, Impressions des Missions africaines, 1926, 128 p. (ASIN B001BU9NRE)
- Nicolas Reveyron, Chantiers lyonnais du Moyen Âge, Saint-Jean, Saint-Nizier, Saint-Paul, Lyon, Association de liaison pour le patrimoine et l'archéologie en Rhône-Alpes et en Auvergne, coll. « Documents d'archéologie en Rhône-Alpes et en Auvergne / Série lyonnaise » (no 9), 2005, 380 p. (ISBN 2-9516145-9-4, BNF 40094739)[Recension 46],[Recension 47]
- Franck Thénard-Duvivier, Images sculptées au seuil des cathédrales : les portails de Rouen, Lyon et Avignon, treizième et quatorzième siècles, Mont-Saint-Aignan, Publications des universités de Rouen et du Havre, 2012, 338 p. (ISBN 978-2-87775-523-8, BNF 42727900, présentation en ligne)
- Françoise Villedieu, Lyon St-Jean : les fouilles de l'avenue Adolphe Max, Lyon, Association de liaison pour le patrimoine et l'archéologie en Rhône-Alpes et en Auvergne, coll. « Documents d'archéologie en Rhône-Alpes et en Auvergne / Série lyonnaise, 2 » (no 3), 1990, 239 p. (ISBN 2-906190-07-1, BNF 36640004)
- Pierre Wuilleumier, Amable Audin et André Leroi-Gourhan, L'Église et la nécropole Saint-Laurent dans le quartier lyonnais de Choulans : étude archéologique et étude anthropologique, Lyon, Audin, coll. « Institut des études rhodaniennes de l'Université de Lyon, mémoires et documents » (no 4), 1949, 116 p. (OCLC 369877560, ASIN B0018LHIJG)[Recension 48]

## Histoire économique
- Bernadette Angleraud, Les boulangers lyonnais aux dix-neuvième et vingtième siècles, Paris, Éditions Christian, coll. « Vivre l'histoire », janvier 2008, 190 p. (ISBN 978-2-86496-070-6)[Recension 49]
- Bernadette Angleraud et catherine Pellissier, Les dynasties lyonnaises : Des Morin-Pons aux Mérieux du dix-neuvième siècle à nos jours, Paris, Perrin, 2003, 830 p. (ISBN 2-262-01196-6, BNF 39094071)
- Françoise Bayard, « Le bureau des finances de Lyon aux dix-septième et dix-huitième siècles », Bulletin de la société historique, archéologique et littéraire de Lyon, vol. 27,‎ 1997, p. 117-131 (ISSN 1244-6653)
- Françoise Bayard, « Les Bonvisi, marchands banquiers à Lyon, 1575-1629 », Annales. Économies, Sociétés, Civilisations, vol. 26, no 6,‎ novembre-décembre 1971, p. 1234-1269 (ISSN 1953-8146, lire en ligne)
- Michèle Bonnet, « Les changeurs lyonnais au Moyen Âge (1350-1450) », Revue historique, Presses universitaires de France, no 506,‎ avril-juin 1973, p. 325-352 (ISSN 0035-3264, BNF 34349205)
- Marc Brésard, Les foires de Lyon aux quinzième et seizième siècles, Paris, Auguste Picard, 1914, 386 p. (BNF 34121478, lire en ligne)
- Pierre Cayez, « Industries anciennes et industries nouvelles à Lyon au début du vingtième siècle », Histoire, économie et société, Persée, vol. 13, no 2,‎ 1994, p. 321-342 (ISSN 0752-5702, DOI 10.3406/hes.1994.1699, lire en ligne)
- Serge Chassagne, « Une famille de banquiers lyonnais, les Guérin », Bulletin de la Société historique, archéologique et Littéraire de Lyon, vol. XXXI,‎ 2001, p. 67-84 (ISSN 1244-6653)
- Léo Chevalier, La situation économique de la noblesse dans le Lyonnais sous Henri IV, Lyon, Paquet, 1941, 131 p.
- M. Cinquin, Ch. Bléchet et André Vant, « Éléments pour une géo-histoire des marchés forains lyonnais », Revue de géographie de Lyon, Persée, vol. 60, no 1,‎ 1985, p. 112 (DOI 10.3406/geoca.1985.4051, lire en ligne)
- Roger Doucet, Finances municipales et crédit public à Lyon au seizième siècle, Paris, Librairie des sciences économiques et sociales, 1937, 131 p. (BNF 32041329)
- Jeanne-Marie Dureau-Lapeyssonnie, « Recherches sur les grandes compagnies de libraires lyonnais au seizième siècle », dans Nouvelles études lyonnaises, Genève, Droz, 1969 (Histoire et civilisation du livre (ISSN 0073-2419), 2), p. 5-64.
- Bernard Desjardins, Michel Lescure, Roger Nougaret, Alain Plessis et André Straus (dir.), Le Crédit lyonnais (1863-1986) : études historiques, Genève, Librairie Droz, coll. « Publications du Centre d'histoire économique internationale de l'Université de Genève », 2003, 1020 p. (ISBN 978-2-600-00807-5, présentation en ligne)[Recension 50].
- Étienne Fournial, « Monnaie de Lyon et monnaie de Vienne : La circulation monétaire en Lyonnais et en Forez au treizième siècle », cahiers d'Histoire, t. 4, no 2,‎ 1959 (ISSN 0008-008X, BNF 34348399)
- Richard Gascon, Grand commerce et vie urbaine au seizième siècle : Lyon et ses marchands, Paris & La Haye, Mouton, coll. « École pratique des hautes études. Sixième section. Sciences économiques et sociales. Centre de recherches historiques. Civilisations et sociétés » (no 22), 1971, 2 vol., 1001 p. (BNF 35371690)[Recension 51],[Recension 52],[Recension 53]
- Domenico Gioffré, Gênes et les foires de change de Lyon à Besançon, Paris, SEVPEN, 1960, 293 p.[Recension 54],[Recension 55],[Recension 56]
- Ambroise Gravejat, Marc Masson (coll.) et Simone Martin (coll.), La rente, le profit et la ville : analyse de la constitution de la ville romaine antique et de la ville de Lyon du sixième au dix-neuvième siècle, Paris, Anthropos, 1980, 287 p. (ISBN 978-2-7157-0363-6, OCLC 7560346)
- Jean-François Klein, Un Lyonnais en Extrême-Orient : Ulysse Pila, vice-roi de l'Indochine, 1837-1909, Lyon, Éditions Lyonnaise d'Art et d'Histoire, décembre 1994, 140 p. (ISBN 978-2-84147-018-1)[Recension 57],[Recension 58]
- Jean-François Klein, « Réseaux d’influence et stratégie coloniale : le cas des Soyeux lyonnais en mer de Chine », Outre-Mers, revue d'histoire, nos 346-347,‎ 2005, p. 221-256 (ISSN 0373-5834)
- Jean-François Klein, « Une culture impériale consulaire ? L’exemple de la Chambre de commerce de Lyon (1830-1920) », dans Hubert Bonin, Catherine Hodeir, Jean-François Klein (dir.), L’esprit économique impérial ? : Groupes de pression & réseaux du patronat colonial en France & dans l'empire, Saint-Étienne, Société Française d'Histoire des Outre-Mers, 1er janvier 2008, 844 p. (ISBN 978-2859700379), p. 346-378[Recension 59]
- Édouard Lejeune, La saga lyonnaise des Gadagne, Lyon, Éditions lyonnaises d'art et d'histoire, 23 mars 2004, 192 p. (ISBN 978-2-84147-153-9)[Recension 60]
- Pierre Léon, Géographie de la fortune et structures sociales à Lyon au dix-neuvième siècle (1815-1914), Lyon, Université Lyon-II, Centre d'histoire économique et sociale de la région lyonnaise, 1974, 440 p. (BNF 34562007)
- Yves Lequin, Les ouvriers de la région lyonnaise : 1848-1914 (Volume I : La formation de la classe ouvrière régionale. Volume 2 : Les intérêts de classe et la république), Lyon, Presses universitaires de Lyon, 1977, 573+500 (ISBN 978-2-7297-0006-5)[Recension 61]
- Anne Montenach, L'économie du quotidien : Espaces et pratiques du commerce alimentaire à Lyon au dix-septième siècle, Grenoble, Presses universitaires de Grenoble, 19 février 2009, 415 p. (ISBN 978-2-7061-1498-4)[Recension 62]
- Jean-Luc de Ochandiano, Lyon, un chantier limousin : les maçons migrants (1848-1940), Lyon, Éditions Lieux Dits, coll. « Histoire urbaine », 2008, 274 p. (ISBN 978-2-36219-044-5)[Recension 63],[Recension 64]
- Bernard Plessy et Louis Challet, La vie quotidienne des canuts : passementiers et moulinières au dix-neuvième siècle, Paris, Hachette, coll. « Institut d'Histoire du Livre », 7 octobre 1987, 285 p. (ISBN 978-2-01-010782-5, OCLC 258609987)
- Maria-Anne Privat-Savigny, Dorothée Gillmann, Brigitte Sanvoisin, Anne-Catherine Marin, Lyon qui compte… Banque et finances lyonnaises, Lyon, Musée Gadagne, 2011, 126 p.  (ISBN 978-2-35740-126-6)
- François Robert, Centre Pierre Léon, Population active et entreprises en Rhône-Alpes : Rétrospective statistique, Lyon, INSEE Rhônes-Alpes, 2000, 361+346 (ISBN 2-913202-03-9, BNF 37720349)
- Steinbach, « Relations entre Lyon et le Nord des pays Rhénans depuis la fin du Moyen Âge », Cahiers d'Histoire, t. IV-3,‎ 1959
- Olivier Zeller, « Les quartiers d'affaires à Lyon au seizième siècle », dans André Tournon (dir.), Gabriel-André Pérouse (dir.), Or, monnaie, échange dans la culture de la Renaissance ; actes du neuvième colloque international de l'Association Renaissance, Humanisme, Réforme à Lyon, 1991, Saint-Étienne, Université Jean Monnet Saint-Étienne, coll. « Association d’études sur la Renaissance, l’humanisme et la Réforme », 2000, 237 p. (ISBN 978-2862720623), p. 31-43

### Les industries lyonnaises
- Claire Auzias et Annik Houel, La grève des ovalistes : Lyon, juin-juillet 1869, Paris, Payot, coll. « Bibliothèque historique », mai 1982, 182 p. (ISBN 978-2-228-27400-5)
- Pierre Cayez et Serge Chassagne, Lyon et le lyonnais, Paris, A. et J. Picard / Cénomane, coll. « Les patrons du Second Empire » (no 9), 2006, 287 p. (ISBN 978-2-7084-0790-9, BNF 40981557)[Recension 65]
- Éric Favre, Les grands prix automobile de Lyon : organisés par l'Automobile Club de France et l'Automobile Club du Rhône, SEPEC, 2014, 303 p. (ISBN 978-2-7466-6879-9)
- Alain Frèrejean et Emmanuel Haymann, Le maître de forges : la saga d'une dynastie lyonnaise, 1736-1886, Paris, Éditions Albin Michel, 8 février 1996, 363 p. (ISBN 978-2-226-08478-1)
- Ludovic Frobert (dir.), Archives de soie : Fabrique et insurrections à Lyon au début des années 1830, Milan, SilvanaEditoriale, coll. « Journées d'étude des musées Gadagne », 2014, 156 p. (ISBN 978-88-366-2599-4, OCLC 898468897)
- Michel Laferrère, « Teinture, impression et industrie chimique : Lyon et Mulhouse. Essai de géographie culturelle », dans Mélanges d'Histoire lyonnaise offerts par ses amis à Monsieur Henri Hours, Lyon, Éditions lyonnaise d'Arts et d'Histoire, 1990, 456 p. (ISBN 9782905230379, ASIN B00F8QP25O)
- Yves Lequin (dir.), 500 années lumière : mémoire industrielle, Paris, Plon, 1991, 503 p. (ISBN 2-259-02447-5)
- Béatrice Maurines, « La chimie lyonnaise ; entre segmentation du marché et coopération inter-industrielle », Le monde alpin et rhodanien, Grenoble, Centre alpin et rhodanien d'ethnologie, no 2,‎ 1996, p. 231-252 (ISSN 0758-4431)
- Louis Muron, Marius Berliet : 1866-1949, Lyon, Editions lyonnaises d'art et d'histoire, 2004, 160 p. (ISBN 978-2-84147-022-8)
- Marcel Peyrenet, La dynastie des Gillet : les maîtres de Rhône-Poulenc, Paris, Le Sycomore, 1978, 198 p. (ISBN 978-2-86262-011-4)
- Roland Racine, Berliet, une histoire industrielle lyonnaise, Saint-Cyr-sur-Loire, Editions Alan Sutton, coll. « Mémoire en images », 2008, 128 p. (ISBN 978-2-84910-862-8)
- Saint-Loup, Marius Berliet l'inflexible, Paris, Presses de la Cité, 1962, 311 p.

### Transports
- Jean Arrivetz, Histoire des transports à Lyon, Lyon, Graphisme Édition Réalisation, 1966, 154 p.
- Jean Arrivetz, Lyon, du tram au tram, Chanac, Éditions La Régordane, 2001, 112 p. (ISBN 2-906984-37-X)
- Guy Borgé, Marjorie Borgé et René Clavaud, Les transports à Lyon : du tram au métro, Lyon, Éditions Jean Honoré, décembre 1984, 179 p. (ISBN 978-2-903460-08-2)
- José Banaudo, Sur les rails du Lyonnais : le grand réseau, de Marc Seguin au TGV, vol. 1, t. 8, Breil-sur-Roya, Les éditions du Cabri, coll. « Images ferroviaires », 2002, 159 p. (ISBN 978-2-908816-97-6)
- José Banaudo, Sur les rails du Lyonnais : les réseaux secondaires, tacots, ficelles et métro, vol. 2, t. 9, Breil-sur-Roya, Clermont-Ferrand, Les éditions du Cabri, De Borée, coll. « Images ferroviaires », 2002, 159 p. (ISBN 2-84494-134-6 et 2-914603-05-3)
- Edmond Berthaud, « La circulation routière aux abords de Lyon », Revue de géographie de Lyon, Persée, vol. 28, no 4,‎ 1953, p. 293-307 (DOI 10.3406/geoca.1953.1379, lire en ligne)
- Robert Chappelet, Jacques Perenon et René Clavaud, Le trolleybus à Lyon, Breil-sur-Roya, Éditions du Cabri, 2002, 279 p. (ISBN 2-914603-01-0)
- Mourad Laangry (dir.), Riches mémoires de l'aéronautique en région lyonnaise : catalogue d'exposition, Lyon, Archives municipales, 22 octobre 2008-16 mai 2009, Lyon, Archives municipales de Lyon, coll. « Collection Mémoire vive » (no 6), 2008, 96 p. (ISBN 978-2-908949-37-7, OCLC 664480237)
- Yvette Mience, Histoire des postes du Rhône, t. 1 : L'Ancien Régime à Lyon, Lyon, Jacques André, décembre 1997, 486 p. (ISBN 978-2-907922-56-2)
- Jacques Perenon, René Clavaud et Robert Chappelet, Les tramways de l'est lyonnais : De la ligne 16 à T3 et Rhônexpress, Breil-sur-Roya, Les Éditions du Cabri, 2010, 264 p. (ISBN 978-2-914603-46-1)
- Jean-Luc Pinol, Les mobilités de la grande ville : Lyon, fin dix-neuvième - début vingtième siècle, Paris, Presses de Sciences Po, coll. « Questions internationales », janvier 1991, 431 p. (ISBN 978-2-7246-0597-6)[Recension 66]
- René Waldmann (préf. Dr Frédéric Dugoujon), La grande traboule, Lyon, LUGD, éditions lyonnaises d'art et d'histoire, coll. « Entreprises et entrepreneurs en Rhône-Alpes », 1991, 243 p., 24cm, relié (ISBN 2-905230-49-5)
- René Waldmann, Les charmes de Maggaly, Lyon, LUGD, éditions lyonnaises d'art et d'histoire, coll. « Entreprises et entrepreneurs en Rhône-Alpes », 1993, 311 p., 24cm, relié (ISBN 2-905230-95-9, OCLC 464982820)
- René Clavaud, Jacques Perrenon et Robert Chappelet, Le Train Bleu : Histoire de la ligne Lyon-Fontaines-Neuville, Breil-sur-Roya, Éditions du Cabri, octobre 2003, 200 p. (ISBN 978-2-914603-13-3)

## Les arts
- Robert de Fragny, 50 ans de vie culturelle à Lyon, Lyon, SME - Résonances, 1982, 183 p.
- Michel Loude, Les très riches “heures” de Mme Grignon-Faintrenie : “prêtresse d'avant-garde dans une ville de tradition” ou La vie culturelle à Lyon au temps d'Édouard Herriot et de Louis Pradel, Lyon, Éditions Lyonnaises d'Art et d'Histoire, 2002, 188 p. (ISBN 978-2-84147-137-9, OCLC 492209918)

### Peinture, gravure, sculpture, vitrail
- Catalogue raisonné des peintures françaises du quinzième au dix-huitième siècle : Musée des Beaux-Arts de Lyon, Paris, Somogy ; Musée des Beaux-Arts de Lyon, 2014, 463 p. (ISBN 978-2-7572-0822-9, BNF 44231343)
- Marius Audin et Eugène Vial, Dictionnaire des artistes et ouvriers d'art du Lyonnais, Lyon, les Éditions provinciales, 1992 (1re éd. 1919), 370 p. (ISBN 2-908208-16-4)
- Patrice Béghain, Une histoire de la peinture à Lyon : de 1482 à nos jours, Lyon, S. Bachès, 2011, 363 p. (ISBN 978-2-35752-084-4, BNF 42506537)
- Gérard Bruyère, Sylvie Ramond et Léna Widerkehr, Le temps de la peinture : Lyon 1800-1914, Lyon, Fage, 2007, 335 p. (ISBN 978-2-84975-101-5, BNF 41073771)
- Maryannick Chalabi et Marie-Reine Jazé-Charvolin, L'orfèvrerie de Lyon et de Trévoux, Paris, Éditions du Patrimoine, 2000 (ISBN 978-2-85822-304-6, OCLC 44460836)
- Charles Damiron, La faïence de Lyon, t. I. Première époque : le seizième siècle, Paris, Dorbon-aîné, 1926 (OCLC 1657883)
- Frédéric Elsig, Peindre à Lyon au seizième siècle, Milan, Silvana Editoriale, coll. « biblioteca d'arte » (no 44), 2014, 192 p. (ISBN 978-88-366-2768-4 et 88-366-2768-4, BNF 43834242) — Ouvrage issu d'un colloque international tenu à Genève les 26 et 27 octobre 2012 organisé par le Musée d’art et d’histoire de Genève, l'Université de Genève et Uni Bastions. Voir sur le site de l'Université de Genève.
- Gisèle Godefroy, Les orfèvres de Lyon (1306-1791) et de Trévoux (1700-1786) : répertoire biographique - poinçons - œuvres, Paris, A. et J. Picard, 1965, 398 p. (OCLC 473143315)
- Bernard Gouttenoire, Dictionnaire des peintres & sculpteurs à Lyon aux dix-neuvième et vingtième siècles, Châtillon-sur-Chalaronne, Editions La Taillanderie, 2000, 335 p. (ISBN 2-87629-222-X)
- Élisabeth Hardouin-Fugier et Étienne Grafe, La peinture lyonnaise au dix-neuvième siècle, Lyon, Editions de l'amateur, 1995, 311 p. (ISBN 2-85917-193-2)
- (en) Élisabeth Hardouin-Fugier et Étienne Grafe, The Lyon school of flower painting, Leigh-on-Sea, F. Lewis, 1978, 88 p. (ISBN 0-85317-054-1)
- Estelle Leutrat, Les débuts de la gravure sur cuivre en France : Lyon 1520-1565, Genève, Librairie Droz, coll. « Travaux Humanisme Renaissance », 20 juillet 2007, 430 p. (ISBN 978-2-600-01096-2, lire en ligne)[Recension 67]
- Auguste Morisot et al., Auguste Morisot (1857-1951) : du crayon au vitrail, Lyon, Fage, 2012, 112 p. (ISBN 978-2-84975-264-7)
- René Basset et Jean-Jacques Lerrant, Peintres à Lyon : portraits d'artistes du vingtième siècle, Toulouse, Éditions Milan, 2002, 140 p. (ISBN 2-7459-0422-1)
- Sylvie Martin de Vesvrotte, Henriette Pommier et Marie-Félicie Perez, Dictionnaire des graveurs-éditeurs et marchands d'estampes à Lyon aux dix-septième et dix-huitième siècles : Catalogue des pièces retrouvées, Lyon, Presses universitaires de Lyon, coll. « Travaux Humanisme Renaissance », 12 juin 2002, 172 p. (ISBN 978-2-7297-0690-6, présentation en ligne)[Recension 68]
- Madeleine Vincent, La peinture lyonnaise : du seizième au vingtième siècle, Lyon, A. Guillot, 1980, 1392 p. (OCLC 405544796, ASIN B0000EA183)

### Littérature
- Paul Ardouin, Maurice Scève, Pernette du Guillet, Louise Labé : L'amour à Lyon au temps de la Renaissance, Paris, A.-G. Nizet, 1981, 395 p. (ISBN 978-2-7078-0481-5, BNF 34679845)
- Michèle Clément et Janine Incardona (dir.), L'émergence littéraire des femmes à Lyon à la Renaissance : 1520-1560 ; actes du colloque international des 8 et 9 juin 2006, Saint-Étienne, Université Jean Monnet Saint-Étienne, coll. « L’École du genre », 2008, 284 p. (ISBN 978-2-86272-472-0, présentation en ligne)[Recension 69]
- V. L. Saulnier, Maurice Scève, Lyon, Klincksieck, 1948, 578 + 325 p.
- Michel Jourde (dir.), « Lyon, Une capitale du livre à la Renaissance », sur Université Ouverte des Humanités, ENS de Lyon, 2015 [Série documentaire]

### Musique
Généralités
- Jérôme Dorival (sous la direction de), Catalogue des manuscrits musicaux en Région Rhône-Alpes, Ardim-Mémoire active, 1998, 302 pages (avec Pascal Lacombe, Corinne Pédrinis, Fabien Saillard).
- Jérôme Dorival et Corinne Pédrinis (sous la direction de), Catalogue des manuscrits musicaux à la Bibliothèque municipale de Lyon (avec Pascal Lacombe et Fabien Saillard). Catalogue en ligne sur le site de la BM de Lyon.
- Jérôme Dorival, Notations musicales en région Rhône-Alpes, éditions Compact, 1997, 80 pages.
- Jérôme Dorival, « La vie musicale de Lyon à travers les fonds de la Bibliothèque Municipale et les perspectives de recherche » in À portée de notes : musiques et mémoire, Actes du colloque de Grenoble du 15 octobre 2003, édition ARALD / FFCB / Bibliothèques Municipales de Grenoble, 2004.
- Jérôme Dorival, « Les fonds musicaux des Archives Municipales » in Des Archives et des hommes, Lyon, Archives Municipales, 2001 (avec Pascal Lacombe).
- Laurent Guillo, Catalogue de la musique imprimée avant 1800 conservée dans les bibliothèques de Lyon, Grenoble et la région Rhône-Alpes. - Lyon et Grenoble, 1986.
- Daniel Paquette (dir.), Aspects de la musique baroque et classique à Lyon et en France : Lyon et la musique du seizième au vingtième siècle, Lyon, Presses universitaires de Lyon, coll. « À Cœur Joie », 1989, 256 p. (ISBN 978-2-7297-0355-4, OCLC 21286106)[Recension 70].
- Maurice Reuchsel, La Musique à Lyon (aperçu historique). Deuxième édition. Lyon : P. Legendre, 1903.

Seizième siècle
- (en) Frank Dobbins, Music in Renaissance Lyons, Oxford, Oxford University Press, coll. « Oxford Monographs on Music », 16 avril 1992, 440 p. (ISBN 978-0-19-816137-0)
- Laurent Guillo, Les éditions musicales de la Renaissance lyonnaise, Klincksieck, 3 mai 2000, 494 p. (ISBN 978-2-252-02762-2)
- Samuel Franklin Pogue, Jacques Moderne : Lyons music printer of the sixteenth century, Genève, Droz, 1969
- (it + fr) Marcel Tetel, « Le luth et la lyre de l'école lyonnaise », dans Antonio Possenti, Giulia Mastrangelo, Il Rinascimento a Lione : atti del congresso internazionale, vol. I, Rome, Éditions de l'Ateneo, coll. « Atti di convegni » (no 6), 1988, 1047 p. (OCLC 24229343, BNF 36638155), p. 949-962

Dix-septième siècle
- Jérôme Dorival (sous la direction de), « La musique à Lyon au dix-septième siècle : un chantier de recherche – Introduction » (2004), in Les concerts à Lyon au dix-septième siècle, journée d’étude au Musée Gadagne, le 14 octobre 2002.
- Laurent Guillo, La musique à Lyon au dix-septième siècle à travers éditeurs, libraires et collections, Gryphe 6 (2003) p. 9-15, en ligne ici.

Dix-huitième siècle
- (en) A. Peter Brown et Richard Griscom, The french music publisher Guéra of Lyon : a dated list, Harmonie Park Press, avril 1987, 115 p. (ISBN 978-0-89990-033-9, OCLC 16087945)
- Jérôme Dorival, L'édition musicale à Lyon au dix-huitième siècle, communication au colloque de la Société Française de Musicologie (Toulouse, 2002), inédite.
- Jacques Filleul. Les travaux de l'Académie de Lyon au dix-huitième siècle dans le domaine du langage musical, en relation avec les théoriciens de l'époque. Thèse, Université de Saint-Étienne, 1979. 2 vol. 4°
- Bénédicte Hertz, Le Grand motet dans les pratiques musicales lyonnaises (1713–1773) : Étude des partitions et du matériel conservés à la bibliothèque municipale de Lyon (Thèse de doctorat sous la direction de Pierre Saby), Lyon, Université Lumière Lyon-II, 7 juillet 2010, 104 p.[Recension 71]
- Marie Meunier-Loiseleur. Le Fonds musical ancien italien à la Bibliothèque municipale de Lyon : place de la musique italienne à Lyon au dix-huitième siècle. Mémoire de maîtrise : Lyon, Université Jean Moulin-Lyon II, 1977.
- Vincent Pussiau, « Lyon et la facture instrumentale aux dix-septième et dix-huitième siècles », Bulletin de la Société historique, archéologique et Littéraire de Lyon, vol. XXVII,‎ novembre-décembre 1997, p. 65-93 (ISSN 1244-6653)
- Léon Vallas, Un siècle de musique et de théâtre à Lyon 1688-1789, Lyon, P. Masson, 1932, 559 p. (OCLC 77347699, ASIN B0000DXG10)
- Léon Vallas, La musique à Lyon au dix-huitième siècle, t. 1 : la musique à l'Académie, Lyon, Éditions de la Revue musicale de Lyon, novembre 1908, 245 p. (OCLC 9126983, ASIN B001BNFA7S, lire en ligne)[2]
- Anne-Marie Vurpas et Jacques Filleul, Les Chansons lyonnaises à l'époque révolutionnaire, Lyon, Éditions lyonnaises d'art et d'histoire, 1987, 238 p. (ISBN 978-2-905230-17-1, OCLC 419961553)

Dix-neuvième et vingtième siècles
- Isabelle Bretaudeau, Le mouvement scholiste de Paris à Lyon : un exemple de décentralisation musicale avec Georges Martin Witkowski, Lyon, Éditions Symétrie, avril 2005, 448 p. (ISBN 978-2-914373-07-4)
- Jérôme Dorival « Identité lyonnaise et musique au dix-neuvième siècle », in Benoit (Bruno) et Gardes (Gilbert), Être lyonnais au dix-neuvième siècle, identité et régionalité, hommage à Aimé Vingtrinier, actes du colloque Vingtrinier (novembre 2003), Lyon, Jacques André éditeur, 2005.
- Jérôme Dorival, « Musique au Palais Saint-Pierre », et « Franz Liszt » in Histoires d'un musée, Lyon, Fage éditions, 2005.
- Jérôme Dorival, « Ernest Chausson (1855-1899) : témoignages sur Janmot, Chenavard, Vuillard et Redon », Bulletin des Musées et Monuments lyonnais no 3, 1999, p. 48-59.
- Jérôme Dorival, « La Chanson française pendant la guerre : La collection de partitions » in Les archives du Centre d'Histoire de la Résistance et de la Déportation, Édition Lyon/CHRD, 2003.
- Jérôme Dorival « Une musicienne complète : Paule de Lestang (1875-1962) », interprète lyonnaise, in Tempus perfectum no 7 (Lyon, Symétrie, 2011).
- Jérôme Dorival « Le Plein du Vide de Xu Yi, étude esthétique et analytique » sur une œuvre composée à Lyon, in Tempus Perfectum no 1 (Lyon, Symétrie, 2006).
- Jérôme Dorival, « Pour une pédagogie musicale de l'informatique » (à Lyon), in revue Marsyas, Paris, IPMC, 1991.
- Jérôme Dorival (sous la direction de), Grame, actes musicaux 1993, Lyon, Médicis, 1994, 112 pages.
- Jérôme Dorival, « Musique et notation », in colloque Musique en scène 1997, Lyon, Aleas, 1999 (Préface).
- Yves Ferraton, Cinquante ans de vie musicale à Lyon : Les Witkowski et l'orchestre philharmonique de Lyon (1903-1953), Trévoux, Éditions de Trévoux-Patissier, juin 1984, 380 p. (ISBN 978-2-85698-032-3)
- Hummel (Delphine), La musique interactive, vers de nouvelles relations avec l'ordinateur, mémoire de maîtrise de l'université Lumière Lyon2, 2000, 2 Vol.
- Bernadette Lespinard, « 1939-1945 : la vie musicale à Lyon entre tradition et innovation », Recherches, Armand Colin,‎ 6 janvier 2016, p. 127-138 (ISBN 9782200275921, résumé, lire en ligne)
- Florine Mariotte,  Antoine Mariotte, mémoire de DEM du CRR de Lyon sous la direction de Jérôme Dorival, 2009, 113 p.
- Caroline Rogier, Le fonds Orgeret de la BM de Lyon, thèse ENSSIB sous la direction de Jérôme Dorival, 2006 (disponible en ligne).
- Shirmacher-Bergerard (Ebba) « Quarante ans de diffusion de musique contemporaine dans les institutions officielles lyonnaises de 1950 à 1990 » in Centenaire de l’orchestre de Lyon, 1905-2005, l’orchestre dans la cité, Langres, éditions Dominique Guéniot, 2005, page 252.
- Société lyonnaise des Concerts de musique classique 1879-1906. Programmes des séances, publiés par M. Th. Vautier. Lyon : A. Rey et Cie, 1906. 176 p.

### Soie

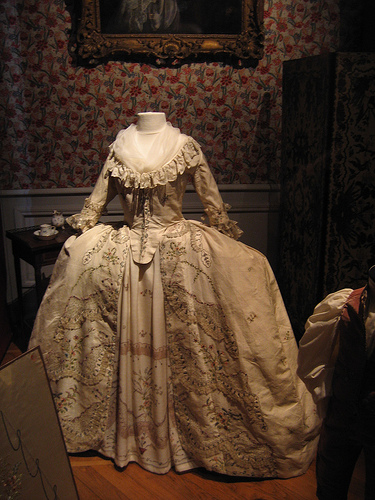
Robe de soie exposée au musée des tissus.

- Bulletin de liaison du Centre international d'étude des textiles anciens, Lyon, Centre international d'étude des textiles anciens, 1955-1987,  (ISSN 0008-980X), (BNF 34414996)
  - Devient Textiles anciens, 1987-1988,  (ISSN 0995-6638), (BNF 34419159)
  - Devient Bulletin du CIETA, 1988 - 2004,  (ISSN 1016-8982), (BNF 34431528)
- La soie : recueil d'articles sur l'art et l'histoire de la soie, Neuchâtel, Musée d'Art et d'Histoire, 1986, 179 p.
- Gilets brodés ; modèles du dix-huitième siècle, Paris, Réunion des musées nationaux, 1993, 48p.  (ISBN 2-7118-2837-9)
- Les ornements liturgiques au dix-neuvième siècle, Lyon, Musée historique des tissus, coll. « Dossiers du Musée des tissus » (no 7), 1996, 71 p. (ISBN 2-908955-17-2, BNF 35858137)
- L'art de la soie : Prelle, 1752-2002 : des ateliers lyonnais aux palais parisiens, Paris, Paris Musées et A.C.R. Éditions internationales, 2002, 223 p. (ISBN 2-87900-713-5 et 2-86770-158-9, BNF 38944603)
- Lyon innove : inventions et brevets dans la soierie lyonnaise aux dix-huitième et dix-neuvième siècles, Lyon, EMCC, coll. « Des objets qui racontent l'histoire », 2009, 144 p. (ISBN 978-2-35740-030-6, BNF 42103357)
- Dossier de l'art, Éditions Faton, no 92 « Les grandes heures de la soierie lyonnaise », 2002 (ISSN 1161-3122)
- « Les filières de la soie lyonnaise », Le monde alpin et rhodanien, Grenoble, Centre alpin et rhodanien d'ethnologie, nos 2-3,‎ 1991 (ISSN 0758-4431, BNF 34389557)
- Henri Algoud, La soie : art et histoire, Lyon, Payot, coll. « L'art et le goût », 1928, 255 p. (ISBN 2-904638-58-X, OCLC 603255351, ASIN B0018KEIS6)[Recension 72]
- Pierre Arizzoli-Clémentel, Lyon en 1889 : les soyeux à l'Exposition universelle de Paris, Lyon, Musée historique des tissus, 1990, 100 p. (ISBN 2-908955-12-1, OCLC 919538127)
- Pierre Arizzoli-Clémentel et M Schoefer, Restauration du patrimoine au Musée des tissus, Lyon, Musée historique des tissus, coll. « Dossiers du Musée des tissus » (no 6), 1993, 62 p. (ISBN 2-908955-15-6, BNF 36960592)
- Pierre Arizzoli-Clémentel, « Philippe de Lasalle (1723-1804), Les portraits tissés de Louis XV et de la comtesse de Provence au musée des tissus de Lyon », La Revue du Louvre et des musées de France, no 3,‎ juillet 1992, p. 47-55 (ISSN 0035-2608)
- Pierre Arizzoli-Clémentel et Chantal Gastinet-Coural, Soieries de Lyon : commandes royales au dix-huitième siècle, 1730-1800, Lyon, Musée historique des tissus, coll. « Les dossiers du Musée des tissus » (no 2), 2008, 143 p. (BNF 35411714)
- Françoise Bayard, « Les commis voyageurs lyonnais au dix-huitième siècle », Entreprises et histoire, ESKA, vol. 66, no 1,‎ 14 mai 2012, p. 62-78 (ISBN 9782747219129, ISSN 1161-2770, DOI 10.3917/eh.066.0062, résumé, lire en ligne)
- Jean-Louis Gaulin (dir.), Susanne Rau (dir.), Roberto Tolaini et Francesco Baltistini, « Lyon et l'Italie séricicole du seizième au dix-huitième siècle », dans Lyon vue d'ailleurs, 1245-1800 : échanges, compétitions et perceptions, Lyon, Presses universitaires de Lyon, coll. « d'histoire et d'archéologie médiévales » (no 22), 2009, 228 p. (ISBN 978-2-7297-0825-2, BNF 42245711), p. 193-212[Recension 73]
- Marie Bouzard, « Les relations Lyon-Russie à travers les archives de la soierie lyonnaise aux dix-huitième et dix-neuvième siècles », Cahiers d'Histoire, nos 3-4,‎ 1990, p. 303-319 (ISSN 1777-5264)
- Marie Bouzard (trad. du français), La soierie lyonnaise du dix-septième au vingtième siècle dans les collections du musée des tissus de Lyon, Lyon, Éditions lyonnaises d'art et d'histoire, 1999, 2e éd. (1re éd. 1997), 80 p. (ISBN 2-84147-093-8)
- Pierre Cayez, « Entreprises et entrepreneurs lyonnais sous la révolution et l'Empire », Histoire, économie et société, Armand Colin, no 1,‎ 1993, p. 17-27 (ISSN 0752-5702)
- Serge Chassagne, Veuve Guerin et fils : banque et soie : une affaire de famille : Saint-Chamond-Lyon, 1716-1932, Lyon, BGA Permezel, 2012, 381 p. (ISBN 978-2-909929-38-5, BNF 43521085)
- Joël Clary, Les ailes de la soie, Lyon & Milan, Musée des confluences & Silvana ed,, 2009, 159 p. (ISBN 978-88-366-1464-6, BNF 42137269)
- Maximilien Durand (dir.), Claire Berthommier et Pascale Le Cacheux, Lyon et dragons : Dessiccateurs de la condition des soies, Lyon, EMCC, 2012, 214 p. (ISBN 978-2-35740-259-1, BNF 43518385)
- Donald Lindsay Galbreath et Jean Tricou (suppléments par), Les documents héraldiques du musée des tissus de Lyon, Bâle, E. Birkhæuser & Cie, 1932, 48 p.
- Klein Jean-François, Les maîtres du comptoir : Desgrand Père & Fils. Réseaux du négoce et révolutions commerciales (1720-1878), Paris, PUPS, col. « Roland Mousnier », 2013, 368 p.
- Jean-François Klein, Soyeux en Mer de Chine : stratégies des réseaux lyonnais en Extrême-Orient (1843-1906) — Thèse de doctorat, sous la direction de Claude Prudhomme, Lyon, Césura Lyon Edition, 20 décembre 1988, 962 p.[3]
- Jean Labasse, Le commerce des soies à Lyon sous Napoléon et la crise de 1811, Paris, Presses universitaires de France, 1957, 135 p.
- Michel Laferrère, Teinture, impression et industrie chimique : Lyon et Mulhouse. Essai de géographie culturelle dans Mélanges d'Histoire lyonnaise offerts par ses amis à Monsieur Henri Hours, Lyon, Éditions lyonnaise d'arts et d'histoire, 1990. ISBN erroné : 2-905-230-37-5 bnf : 35210040v
- Catherine Payen, Lyon au fil de la soie : des canuts aux textiles “intelligents”, la soie comme fil conducteur d'une balade urbaine originale, Lyon, Lieux-dits, 19 janvier 2010, 121 p. (ISBN 978-2-914528-76-4)
- Jean-Pierre Planchon, Dominique Fabre et Carole Damour, Tassinari & Chatel : la soie au fil du temps, Saint-Remy-en-l'Eau, Monelle Hayot, coll. « Beaux-Arts », 30 septembre 2011, 461 p. (ISBN 978-2-903824-76-1, OCLC 745333058)
- Carlo Poni, « Mode et innovation : les stratégies des marchands en soie de Lyon au dix-huitième siècle », Revue d'histoire moderne et contemporaine, vol. 45, no 3,‎ juillet-septembre 1960, p. 589-625 (ISSN 0048-8003)
- Maria-Anne Privat-Savigny et Marie-Hélène Guelton, Au temps de Laurent le Magnifique : tissus italiens de la Renaissance, Lyon, EMCC, coll. « Dossiers du Musée des Tissus de Lyon » (no 8), 17 juin 2008, 112 p. (ISBN 978-2-35740-001-6, OCLC 227202959, BNF 43613111)
- Maria-Anne Privat-Savigny, Hélène Chivaley, Pascale Le Cacheux et Clémence Ronze, Les prémices de la mondialisation : Lyon rencontre la Chine au dix-neuvième siècle, Lyon, EMCC, coll. « Des documents qui racontent l'histoire », 22 avril 2009, 120 p. (ISBN 978-2-35740-027-6)
- Maria-Anne Privat-Savigny, Quand Lyon dominait le monde : Les soyeux lyonnais aux Expositions des produits de l'industrie nationale et aux Expositions universelles 1798-1900, Lyon, EMCC, coll. « Hors collection », 10 décembre 2010, 160 p. (ISBN 978-2-35740-094-8)
- Philippa Scott (trad. de l'anglais), Le livre de la soie, Paris, Imprimerie nationale Editions, 1993, 255 p. (ISBN 2-11-081305-9)
- Bernard Tassinari, La Soie à Lyon : de la Grande Fabrique aux textiles du vingt-et-unième siècle, Lyon, Éditions Lyonnaises d'Art et d'Histoire, coll. « HC ELAH », 2005, 204 p. (ISBN 978-2-84147-297-0)[Recension 74]
- Bernard Tassinari, Une fabrique lyonnaise de soieries : Trois cents ans d'histoire - trois groupes familiaux, Lyon, Bellier, 2011, 302 p. (ISBN 978-2-84631-263-9 et 2-84631-263-X)
- (en) Peter Thornton, « Jean Revel, dessinateur de la Grande Fabrique », Gazette des beaux-arts,‎ juillet 1960, p. 71-86 (ISSN 0016-5530)
- Pierre Vernus, Art, luxe & industrie : Bianchini Férier, un siècle de soierie lyonnaise : 1888-1992, Grenoble, Presses universitaires de Grenoble, coll. « Histoire industrielle », 2006, 429 p. (ISBN 978-2-7061-1391-8, BNF 40977991)
- Claude Villard, Anciens tissus de la Fabrique de soierie et du tissage lyonnais, Lyon, A. Rey, 1963, 93 p. (BNF 33216338)

### Marionnettes - Guignol
- Paul Fournel, Guignol : les Mourguet, Lyon, Editions lyonnaises d'art et d'histoire, 2008, 191 p. (ISBN 978-2-84147-193-5)
- Paul Fournel, L'Histoire véritable de Guignol, Paris, Genève, Slatkine, 1981, 298 p. (ISBN 2-05-000193-2)
- Tancrède de Visan, Le Guignol lyonnais, De Borée, 2004, 141 p. (ISBN 2-84494-202-4)

### Gastronomie
- Jean-Louis André, Brasserie Georges : une brasserie au pays des bouchons, Grenoble, Glénat, 2006, 208 p. (ISBN 2-7234-5567-X)
- Marie-Josèphe Moncorgé, Lyon 1555, capitale de la culture gourmande au seizième siècle : cuisine, confiture, diététique, cosmétique, Lyon, Éditions lyonnaises d'art et d'histoire, 2008, 204 p. (ISBN 978-2-84147-198-0)
- Maria-Anne Privat-Savigny (dir.), Gourmandises : la gastronomie à Lyon, Cinisello Balsamo, Silvana Editoriale, 2011, 175 p. (ISBN 978-88-366-2170-5).

## Le sport
Ouvrages généralistes
- Catherine Pellissier, « Les pratiques sportives des élites lyonnaises au dix-neuvième siècle », dans Jeux et sports dans l'Histoire : Pratiques sportives, t. 2, Paris, CTHS, 1992, 397 p. (OCLC 408144437, BNF 36687894), p. 103-117
- Élisabeth Lê-Germain, La politique sportive de la Ville de Lyon au temps d’Édouard Herriot : 1905-1957 (Thèse de doctorat en Sciences et techniques des activités physiques et sportives), Lyon, Université Claude-Bernard Lyon 1, 2001, 869 p.[Recension 75]
- Gilles Malfondet, Tout près des étoiles... : Lyonnais... Fleurons du sport français, Lyon, Ville de Lyon, 1er décembre 2008, 134 p. (ISBN 978-2-9533217-0-8)
- Marc Jampy, La presse de loisirs à Lyon de 1870 à 1914, Sarrebruck, Éditions universitaires européennes, 8 mai 2011, 116 p. (ISBN 978-613-1-57620-1)

Football
- Olivier Demoulin, Dieu créa le foot à Lyon, Allainville-aux-Bois, Grrr...Art, coll. « Dieu créa... », 7 août 2013, 210 p. (ISBN 978-2-36592-029-2)

Tennis
- Sébastien Vuagnat, Lyon Les années Tennis : Coupe Davis-Henri Cochet-Grand Prix de Tennis de Lyon Un siècle de tennis à Lyon, Lyon, Lion Six, 1er octobre 2006, 168 p. (ISBN 978-2-916199-05-4)

## Les sciences
- Congrès national des sociétés savantes, Lyon : cité de savants : actes du cent douzième congrès national des sociétés savantes, Lyon, 1987, t. 1, Paris, Comité des travaux historiques et scientifiques, 1988, 297 p. (ISBN 978-2-7355-0165-6, OCLC 246782699)
- Jean-François Klein, « Pour une pédagogie impériale ? L'Ecole et le Musée colonial de la Chambre de commerce de Lyon (1890-1947) », Outre-mers, Persée, vol. 94, no 356,‎ 2007, p. 35-61 (DOI 10.3406/outre.2007.4282, lire en ligne)

### Médecine, science vétérinaire
- Henri Bonnet, Histoire de la psychiatrie à Lyon : de l'Antiquité à nos jours, Lyon, Césura Lyon Edition, coll. « Histoire et biographies », novembre 1988, 300 p. (ISBN 978-2-905709-19-6)
- Jack Bost, Lyon berceau des sciences vétérinaires, Lyon, Éditions lyonnaises d'art et d'histoire, 1992, 192 p. (ISBN 978-2-84147-154-6)
- Alain Bouchet (dir.), Fondation Marcel Mérieux, Lyon berceau des sciences vétérinaires, Paris, Hervas, 1987, 192 p. (ISBN 978-2-903118-31-0, OCLC 611643585)
- Alain Bouchet (dir.), Fondation Marcel Mérieux, La médecine à Lyon : des origines à nos jours, Paris, Hervas, 1987, 543 p. (ISBN 2-903118-31-0)
- Alain Bouchet (dir.), René Mornez et Danielle Gimenez, Les Hospices civils de Lyon : Histoire de leurs hôpitaux, Lyon, Éditions lyonnaises d'Art et d'Histoire, 2003, 2e éd., 208 p. (ISBN 2-84147-131-4)
- Olivier Faure, « L'hôpital et la médicalisation au début du dix-neuvième siècle : l'exemple lyonnais (1800-1830) », Annales de Bretagne et des pays de l'Ouest, Persée, vol. 86, no 2,‎ 1979, p. 277-290 (DOI 10.3406/abpo.1979.2982, lire en ligne)
- Henri Hours, La lutte contre les épizooties et l'école vétérinaire de Lyon au dix-huitième siècle, Paris, Presses universitaires de France, 1957, 95 p. (OCLC 2342925, ASIN B0018176SO)[Recension 76]
- Monique Lucenet, Lyon malade de la peste, Palaiseau, Sofédir, janvier 1981, 203 p. (OCLC 465851283, ASIN B0000EA1DY)
- René Mornex, L'Antiquaille de Lyon : histoire d'un hôpital, Lyon, Lieux Dits, coll. « Patrimoine(S) », mai 2004, 174 p. (ISBN 978-2-914528-06-1)[Recension 45]
- Brigitte Rossignol, Médecine et médicaments au seizième siècle à Lyon, Lyon, Presses universitaires de Lyon, 1990, 163 p. (ISBN 978-2-7297-0367-7, BNF 42098897)[Recension 77].

### Botanique, horticulture
- Stéphane Crozat, Philippe Marchenay et Laurence Bérard, Fleurs, fruits, légumes : l'épopée lyonnaise, Lyon, Éditions lyonnaises d'Art et d'histoire, 30 octobre 2010, 182 p. (ISBN 978-2-84147-224-6, OCLC 718248681)[Recension 78]
- Pierrick Eberhard, Lyon-rose : 1796-2006, entre Lyon et la rose, trois siècles d'un roman d'amour, Lyon, Éditions lyonnaises d'Art et d'histoire, 2007, 239 p. (ISBN 978-2-84147-185-0 et 2-84147-185-3, BNF 41160912)
- René Gérard, La Botanique à Lyon avant la Révolution et l'histoire du Jardin botanique municipal de cette ville, Paris, Masson et Cie, avril 1896, 96 p. (BNF 30498581, ASIN B001C90DW8)
- Pierre Jacquet, « Les botanistes lyonnais du seizième siècle et 14 lettres de Dalechamp à Camerarius (1582-1585) », Bulletin mensuel de la Société linnéenne de Lyon, Société linnéenne de Lyon, vol. 65, no 5 (supplément),‎ mai 1996, p. 1-85 (ISSN 0366-1326)
- Olivier Jandot, « La société d'agriculture de Lyon et les Lumières (1761-1793) », Bulletin de la société historique, archéologique et littéraire de Lyon, Société linnéenne de Lyon, no 27,‎ 1997, p. 21-36 (ISSN 1244-6653)
- François Joyaux (photogr. Vincent Motte & Jean-Pierre Guillot), Deux siècles de roses : Les créations Guillot, Paris, Flammarion, coll. « La Maison Rustique », 10 avril 2003, 159 p. (ISBN 978-2-7066-0193-4)
- Olivier Zeller, « Politique frumentaire et rapports sociaux à Lyon 1772-1776 », Histoire, économie et société, Persée, vol. 8, no 2,‎ 1989, p. 249-286 (DOI 10.3406/hes.1989.2368, lire en ligne)

## Historiographie
Cette section comprend des présentations d'historiens lyonnais, des comptes-rendus de lecture d'ouvrages touchant à l'histoire de Lyon et des textes marquant les étapes de l'historiographie lyonnaise.
- Amable Audin, « La date de la fondation de Lyon », Cahiers d'histoire, vol. 3, no 4,‎ 1958, p. 315-325 (ISSN 1777-5264)
- Marie-Claire Burnand, « Arthur Kleinclausz (1869-1947), historien lyonnais », Bulletin de la Société historique, archéologique et littéraire de Lyon, no 31,‎ 2003, p. 17-34 (ISSN 1244-6653)
- Sébastien Charléty (dir.), Bibliographie critique de l'histoire de Lyon : depuis les origines jusqu'à 1789, Lyon, A. Rey & Cie, 1902, 357 p. (OCLC 314383659, ASIN B000XA6ND0)[4]
- Sébastien Charléty (dir.), Bibliographie critique de l'histoire de Lyon : depuis 1789 jusqu'à nos jours, Lyon, A. Rey & Cie, 1902, 264 p. (ISBN 978-1-167-58755-9)
- Abel Chatelain, « De l'histoire sociale à la géographie sociale : les horizons d'une géohistoire sociale de la bourgeoisie lyonnaise », Revue de géographie jointe au Bulletin de la Société de géographie de Lyon et de la région lyonnaise, Persée, vol. 25, no 2,‎ 1950, p. 90-98 (DOI 10.3406/geoca.1950.5404, lire en ligne)
- (en) Brian P. Copenhaver (en), Symphorien Champier and the reception of the occultist tradition in Renaissance France : Études et documents, Lyon, Mouton de Gruyter, décembre 1978, 368 p. (ISBN 978-90-279-7647-5)[Recension 35],[Recension 36]
- Marie-Claire Burnand, « Arthur Kleinclausz (1869-1947), historien lyonnais », Bulletin de la Société historique, archéologique et littéraire de Lyon, no 31,‎ 2003, p. 17-34 (ISSN 1244-6653)
- Pierre Léon, « Grand commerce et vie urbaine à Lyon au seizième siècle (À propos d'un livre récent) », Revue Historique, JSTOR, t. 249,‎ janvier-mars 1973, p. 41-46 (ISSN 0035-3264, lire en ligne)

## Histoire urbaine de Lyon
Ouvrages et articles transversaux
- Lucien Gallois, « Le site et la croissance de Lyon », Annales de Géographie, Persée, vol. 34, no 192,‎ 1925, p. 495-509 (DOI 10.3406/geo.1925.9136, lire en ligne) ;
- Martine Delassise et Dominique Dessertine, « Approche historique de la notion de quartier à Lyon », Bulletin du Centre d'histoire économique et sociale de la région lyonnaise, t. 1,‎ 1979, p. 53-75 (ISSN 0249-5902, lire en ligne, consulté le 3 novembre 2014) ;
- Gilbert Gardes, L'art et l'eau à Lyon : Thèse de doctorat, Lyon, Université Lumière Lyon-II, 1975, 486 p. (OCLC 23903146, BNF 38827085) ;
- Gilbert Gardes, Lyon, l'art et la ville, t. 1 : Urbanisme Architecture, Paris, CNRS, 1988, 188 p. (ISBN 2-222-03797-2) ;
- Pierre-Yves Saunier, « La ville en quartiers : découpages de la ville en histoire urbaine », Genèses, no 15,‎ 1994, p. 103-114 (ISSN 1155-3219, lire en ligne, consulté le 3 novembre 2014) ;
- Jean Pelletier et Charles Delfante, Atlas historique du grand Lyon : formes urbaines et paysages au fil du temps, Xavier Lejeune, 2004, 228 p. (ISBN 978-2-907608-40-4, BNF 39903390) ;
- Jacques Bethemont, « Lyon, le confluent et l’esprit des lieux », Géocarrefour, Association des amis de la Revue de Géographie de Lyon, no Vol. 82/3,‎ 1er juillet 2007, p. 165-167 (ISSN 1627-4873, lire en ligne) ;
- Jacques Beaufort, Vingt siècles d'architecture à Lyon (et dans le Grand Lyon) : Des aqueducs romains au quartier de la Confluence, Saint-Julien-Molin-Molette, Jean-Pierre Huguet Éditeur, 2009, 224 p. (ISBN 978-2-915412-96-3) ;
- Archives et architecture : Mélanges en mémoire de François-Régis Cottin  (Études réunies et éditées par Gérard Bruyère et Daniel Régnier-Roux), Lyon, Société d'Histoire de Lyon, 2015, 540 p..

Lyon dans l'Antiquité
- Pierre Wuilleumier et Amable Audin, « Les voies axiales de Lugdunum », Gallia, Persée, vol. 1, no 2,‎ 1943, p. 125-131 (DOI 10.3406/galia.1943.1971, lire en ligne) ;
- Amable Audin, « Les origines antiques de Bellecour », Les Études rhodaniennes, Persée, vol. 23, no 3,‎ 1948, p. 127-128 (DOI 10.3406/geoca.1948.5279, lire en ligne) ;
- Michel Rambaud, « L'origine militaire de la colonie de Lugdunum », Comptes rendus des séances de l'Académie des Inscriptions et Belles-Lettres, t. 108, no 2,‎ 1964, p. 252-277 (ISSN 0065-0536, lire en ligne, consulté le 4 novembre 2014) ;
- Amable Audin, Lyon, miroir de Rome dans les Gaules, Fayard, 1965, 223 p. (OCLC 490141295, ASIN B0014YJQWO)[Recension 79],[Recension 80]
- Armand Desbat et Jean-Paul Lascoux, « Le Rhône et la Saône à Lyon à l'époque romaine. Bilan archéologique. », Gallia, t. 56,‎ 1999, p. 45-69 (ISSN 0016-4119, lire en ligne, consulté le 4 novembre 2014) ;
- Éric Delaval, « Formes d'habitat collectif à Lyon et Vienne en milieu artisanal et commercial », Revue du Nord, no 343,‎ mai 2001, p. 35-48 (DOI 10.3917/rdn.343.0035)
- William Van Andringa et Michel Redde, La naissance des capitales de cités en Gaule Chevelue, CNRS, coll. « Gallia » (no 72.1), 2015, 338 p. (ISBN 978-2-271-08834-5)
- [à paraître] Atlas topographique de Lugdunum (présentation en ligne)

Lyon au Moyen Âge
- Bernard Gauthiez, « La topographie de Lyon au Moyen Âge », Archéologie du Midi médiéval, t. 12,‎ 1994, p. 3-38 (ISSN 0758-7708, lire en ligne, consulté le 3 novembre 2014) ;

Lyon de la Renaissance à la Révolution
- Nicole Gonthier, « Une esquisse du paysage urbain lyonnais aux quatorzième et quinzième siècles », Actes des congrès de la Société des historiens médiévistes de l'enseignement supérieur public, Persée, vol. 11, no 1,‎ 1980, p. 253-277 (DOI 10.3406/shmes.1980.1367, lire en ligne) ;
- Pierre Lavedan, « Lyon au seizième siècle », dans Pierre Lavedan, L'urbanisme à l'époque moderne : seizième - dix-huitième siècle, Lyon, Librairie Droz, 1982, 310 p. (ISBN 9782600046145, lire en ligne), p. 60-61[Recension 81]
- Marie-Félicie Perez et Daniel Ternois, Institut d'histoire de l'art de Lyon, L’œuvre de Soufflot à Lyon : Études et documents, Lyon, Presses universitaires de Lyon (no 21), 1982, 431 p. (ISBN 978-2-7297-0134-5)[Recension 44] ;
- Christine Becker, « Fouille de la place Antonin Poncet à Lyon », Archéologie du Midi médiéval, Persée, vol. 7, no 1,‎ 1989, p. 137-186 (DOI 10.3406/amime.1989.1193, lire en ligne).

Lyon du dix-neuvième siècle jusqu'à la Seconde Guerre mondiale
- André Allix, « À propos des inondations de mars 1930. La leçon du Midi pour la vallée du Rhône », Les Études rhodaniennes, Persée, vol. 6, no 2,‎ 1930, p. 117-130 (DOI 10.3406/geoca.1930.6312, lire en ligne) ;
- Félix Rivet, « Le quartier Perrache, contribution à l'histoire et à la géographie de Lyon », Les Études rhodaniennes, Persée, vol. 21, no 3,‎ 1946, p. 125-130 (DOI 10.3406/geoca.1946.5247, lire en ligne) ;
- Pierre-Yves Saunier, « L'église et l'espace de la grande ville au dix-neuvième siècle : Lyon et ses paroisses », Revue historique, Presses universitaires de France, t. CCLXXXVIII (288), no 2,‎ 1991, p. 322-348 (ISSN 0035-3264, lire en ligne, consulté le 3 novembre 2014) ;
- Catherine Arlaud (dir.) et Dominique Bertin (dir.), « De la rue Impériale à la rue de la République : archéologie, création et rénovation urbaines », Les dossiers des Archives municipales, Archives municipales de Lyon, vol. 2,‎ 1991, p. 1-85 (ISBN 2-908949-02-4, ISSN 1159-3644) ;
- Pierre-Yves Saunier, Lyon au dix-neuvième siècle : les espaces d'une cité, Lyon, Université Lumière Lyon-II, 1992, 1279 p. (lire en ligne) ;
- Anne-Sophie Clémençon, « Le plan Crépet de 1845 : projet utopique ou modèle pour le troisième plan d’extension de la Guillotière », dans Jeanne-Marie Dureau, Forma urbis : les plans généraux de Lyon du seizième au vingtième siècle, catalogue d’exposition des Archives municipales de Lyon, Lyon, Archives municipales de Lyon, coll. « Les dossiers des Archives municipales » (no 10), 1997 (ISBN 2-908949-18-0, ISSN 1159-3644, lire en ligne), p. 103-110 ;
- Jean-Luc Pinol, « Les élites dans deux villes provinciales (Lyon et Strasbourg des années 1870 aux années 1930) », dans Claude Petitfrère (dir.), Construction, reproduction et représentation des patriciats urbains, de l’Antiquité au vingtième siècle, actes du colloque de Tours, 7-9 septembre 1998, Tours, Université François-Rabelais, coll. « Centre d'histoire de la ville moderne et contemporaine », 1999, 570 p. (ISBN 2-908949-18-0, ISSN 1159-3644, lire en ligne), p. 187-197[Recension 82] ;
- Anne-Sophie Clémençon, La fabrication de la ville ordinaire : Pour comprendre les processus d'élaboration des formes urbaines, l'exemple du domaine des Hospices Civils de Lyon : Lyon-Guillotière, Rive gauche du Rhône, 1781-1914 (thèse de doctorat d'histoire de l'art sous la direction de François Loyer), Lyon, Université Lumière Lyon-II, juin 2009, 842 p. (OCLC 496164659) ;
- Bernard Gauthiez, Lyon, entre Bellecour et Terreaux : urbanisme et architecture au dix-neuvième siècle, Lyon, Éditions Lyonnaises d'Art et d'Histoire, 1999, 132 p. (ISBN 978-2-84147-067-9)[Recension 43] ;
- Patrice de Moncan (dir.) et Claude Heurteux (dir.), Villes haussmanniennes : Bordeaux, Lille, Lyon, Marseille, Paris, Édition du Mécène, 2003, 232 p. (ISBN 978-2-907970-62-4, OCLC 401738660) ;
- Bernard Gauthiez, « Lyon en 1824-32 : un plan de la ville sous forme vecteur d’après le cadastre ancien », Géocarrefour, Association des amis de la Revue de Géographie de Lyon, no Vol. 83/1,‎ 31 mars 2008 (ISSN 1627-4873, lire en ligne) ;
- Dominique Bertin et Nathalie Mathian, Lyon : silhouettes d'une ville recomposée : architecture et urbanisme, 1789-1914, Lyon, Éditions Lyonnaises d'Art et d'Histoire, 15 décembre 2008, 360 p. (ISBN 978-2-84147-199-7, OCLC 316301567) ;
- Anne-Sophie Clémençon, La ville ordinaire : Généalogie d'une rive, Lyon 1781-1914, Lyon-Marseille, Parenthèses / CAUE Rhône Métropole, 2015, 284 p. (ISBN 978-2-86364-296-2).

Lyon depuis 1944 - Grand Lyon
- Jean Bienfait, « La population de Lyon à travers un quart de siècle de recensements douteux (1911-1936). Premier article : les données du problème », Revue de géographie de Lyon, Persée, vol. 43, no 1,‎ 1968, p. 63-94 (ISSN 1960-601X, DOI 10.3406/geoca.1968.2625, lire en ligne) ;
- Jean Pelletier, « La gare de la Part-Dieu à Lyon : un équipement décisif du centre directionnel de Lyon », Revue de géographie de Lyon, Persée, vol. 60, no 4,‎ 1985, p. 317-331 (ISSN 1960-601X, DOI 10.3406/geoca.1985.4065, lire en ligne) ;
- L'Agglomération lyonnaise : recensement 1990 : données, typologies, analyses, Lyon, Agence d'urbanisme de Lyon, 1992, 341 p. (OCLC 409124677) ;
- Franck Scherrer, « Genèse et métamorphose d'un territoire d'agglomération urbaine : de Lyon au Grand Lyon », Revue de géographie de Lyon, t. 70, no 2,‎ 1995, p. 105-114 (ISSN 1627-4873, lire en ligne, consulté le 5 novembre 2014) ;
- [Franck Scherrer 1995] Franck Scherrer, « Genèse et métamorphose d'un territoire d'agglomération urbaine : de Lyon au Grand Lyon », Revue de géographie de Lyon, t. 70, no 2,‎ 1995, p. 105-114 (ISSN 1627-4873, lire en ligne, consulté le 5 novembre 2014) ;
- Yasmine Bendjador, Les agences d'urbanisme en France métropolitaine : des outils évolutifs ?, Tours, Université François-Rabelais de Tours, 2007, 591 p. (lire en ligne), p. 131 ;
- Isabelle Grudet, « Jeu d'images intermédiaires : le grand projet architectural et urbain de Lyon Conﬂuence », Sociétés & Représentations, Publications de la Sorbonne, vol. n° 30, no 2,‎ 1er décembre 2010, p. 111-122 (ISBN 9782859446666, ISSN 1262-2966, résumé, lire en ligne).

### Ouvrages sur des quartiers
- Josette Barre, La colline de la Croix-Rousse : histoire et géographie urbaines, Lyon, Institut des études rhodaniennes, 1993, 469 p. (BNF 11932311, ASIN B000XA40YY)
- Azouz Begag, Lyon, place du Pont : la place des hommes debout, Lyon, Éditions lyonnaises d'art et d'histoire, 1997, 125 p. (ISBN 978-2-84147-293-2)
- Guetty Long et Sylvie Marion-Feyeux, Vaise : L'étonnante histoire d'un quartier lyonnais, Lyon, Bellier, 2009, 188 p. (ISBN 978-2-84631-234-9 et 2-84631-234-6)
- Pierre Faure-Brac et Hervé Sanejouand, Le Vieux Lyon : Histoire & Architecture, Lyon, Éditions lyonnaises d'art et d'histoire, 2014, 192 p. (ISBN 978-2-84147-319-9)[Recension 41],[Recension 42]
- André Pelletier (dir.), Lyon 5e arrondissement : Aux origines de la ville, Lyon, Éditions Lyonnaises d'Art et d'Histoire, 2015, 190 p. (ISBN 978-2-84147-325-0)

### Ouvrages sur les rues
- Abbé Adolphe Vachet, À travers les rues de Lyon, Marseille, Bernoux, Cumin & Masson, 1982 (1re éd. 1902), 500 p. (ISBN 2-7348-0062-4, BNF bpt6k5820029z, lire en ligne)
- Louis Maynard, Histoires, légendes et anecdotes à propos des rues de Lyon : avec indication de ce qu'on peut y remarquer en les parcourant, Brignais, Éditions des traboules, coll. « Mémoires de la ville », 2003 (1re éd. 1922), 412 p. (ISBN 2-911491-57-2, OCLC 35520935, BNF 39047787)
- Maurice Vanario et Henri Hours (dir.), Rues de Lyon à travers les siècles : (quatorzième - vingt-et-unième siècles), Lyon, Éditions lyonnaises d'art et d'histoire, 2002, 333 p. (ISBN 2-84147-126-8)

## Histoire de l'immigration
- Jean-Luc de Ochandiano et Nuria Pastor Martinez (Collaboration), Lyon à l'italienne : deux siècles de présence italienne dans l'agglomération lyonnaise, Lyon, Lieux dits, 2013, 272 p. (ISBN 978-2-36219-076-6, BNF 43666946)[Recension 83]
- Geneviève Massard-Guilbaud, Des Algériens à Lyon : de la Grande guerre au Front populaire, Paris, L'Harmattan et CIEMI, 1995, 536 p. (ISBN 2-7384-3256-5)[Recension 84]
- Philippe Videlier et Didier Daeninckx, L'Algérie à Lyon : une mémoire centenaire, Lyon, Bibliothèque municipale de Lyon, 2003, 101 p. (OCLC 607651581)
- Paul-Marie Atger, « Le Mouvement national algérien à Lyon », Vingtième Siècle. Revue d'histoire, Presses de Sciences Po (P.F.N.S.P.), vol. 104, no 4,‎ 29 octobre 2009, p. 107-122 (ISBN 9782724631357, ISSN 0294-1759, résumé, lire en ligne)